# 愛妻物語
『愛妻物語』（あいさいものがたり）は、1951年（昭和26年）9月7日公開の日本映画である。大映製作・配給。監督は新藤兼人。モノクロ、スタンダード、97分。
新藤兼人の監督デビュー作で、自らの下積み時代を描いた自伝的作品である。大河内傳次郎がカメオ出演している。

## スタッフ
- 監督・脚本：新藤兼人（近代映画協会）
- 撮影：竹村康和
- 録音：中村敏夫
- 美術：水谷浩
- 音楽：木下忠司
- 照明：岡本健一
- 編集：西田重雄
- 特殊撮影：松村禎一
- 助監督：天野信
- 撮影助手：田中省三
- 美術助手：内藤照
- 照明助手：辻井義男

## キャスト
- 石川孝子：乙羽信子
- 沼崎敬太：宇野重吉（民芸）
- 大河内傳次郎（賛助出演）
- 所長：菅井一郎（第一協団）
- 坂口監督：滝沢修（民芸）
- 石川浩造：香川良介
- 石川弓江：英百合子
- 増田：清水将夫（民芸）
- 安さん：殿山泰司（近代映画協会）
- 製作部長：原聖四郎
- 内儀さん：大美輝子
- 玉置一恵
- 羽田修
- 旗孝思
- 玉村俊太郎
- 小林叶江
- 三星富美子

## テレビドラマ化

### 1960年版
1960年（昭和35年）2月7日、NET（現：テレビ朝日）の『NECサンデー劇場』（日曜20:00 - 21:00）にて放送された。
キャスト
- 木村功
- 八千草薫
- 田島義文
- 東郷晴子
- 織田政雄
- 青野平義
- 若宮大祐
- 水の也清美

### 1961年版
1961年（昭和36年）10月10日、フジテレビの『シャープ火曜劇場』枠（20:00-21:00）にて放送された。
キャスト
- 菅原謙二
- 加藤治子
- 大町文夫
- 細川ちか子
- 嵯峨善兵
- 松下通夫
- 島田敬一
- 赤木蘭子

スタッフ
- 原作：新藤兼人
- 演出：福中八郎

### 1970年版
1970年（昭和45年）4月4日から4月25日まで、東京12チャンネル（現：テレビ東京）の『新藤兼人劇場』（土曜21:00 - 21:56）の第1 - 4回として放送。新藤自ら脚本を手掛けた。
スタッフ
- 日色ともゑ
- 明石勤
- 松下達夫
- 斎藤美和
- 市原悦子
- 観世栄夫
- 戸浦六宏
- 北村和夫

スタッフ
- 監修：新藤兼人
- 脚本：新藤兼人
- 監督：吉村公三郎
- 制作：近代映画協会

| NET NECサンデー劇場           | NET NECサンデー劇場             | NET NECサンデー劇場 |
| 前番組                        | 番組名                          | 次番組              |
| ----------------------------- | ------------------------------- | ------------------- |
| 金の簪                        | 愛妻物語 （テレビドラマ1960年） | 大砲と撫子          |
| フジテレビ シャープ火曜劇場   |                                 |                     |
| 忘れ得ぬ人                    | 愛妻物語 （テレビドラマ1961年） | 絶唱                |
| 東京12チャンネル 新藤兼人劇場 |                                 |                     |
| （なし）                      | 愛妻劇場 （テレビドラマ1970年） | 誘惑                |